# Rebecca
Rebecca, właśc. Rebecca Zadig (ur. 27 lipca 1982 roku w Limhamn) – szwedzka piosenkarka.

## Dyskografia

### Single
| Rok  | Tytuł                      | Najwyższe pozycje na listach |
| Rok  | Tytuł                      | SWE                          |
| ---- | -------------------------- | ---------------------------- |
| 2004 | „Bombay Dreams” (& Aneela) | 3                            |

#### Z gościnnym udziałem
| 2005                           | „Temptation” (Arash)              | 2 | 15 | 29 | 42 | Arash |
| 2008                           | „Suddenly” (Arash)                | 8 | –  | –  | –  | Donya |
| 2009                           | „Près de toi” (Arash feat. Najim) | – | –  | –  | –  | –     |
| „–” pozycja nie była notowana. |                                   |   |    |    |    |       |

### Pozostałe utwory
| Rok | Tytuł                   |
| --- | ----------------------- |
| –   | „Mitarsam”              |
| –   | „Goodbye”               |
| –   | „Che hali dare” (Arash) |

### Współpraca muzyczna
| Rok  | Tytuł           | Artysta    | Album | Uwagi  |
| ---- | --------------- | ---------- | ----- | ------ |
| 2005 | „Fool My Heart” | Air Bureau | –     | Wokale |

### Teledyski
| Rok  | Tytuł           | Reżyser     |
| ---- | --------------- | ----------- |
| 2004 | „Bombay Dreams” | –           |
| 2005 | „Temptation”    | Alec Cartio |

#### Z gościnnym udziałem
| Rok  | Tytuł         | Artysta | Reżyser         |
| ---- | ------------- | ------- | --------------- |
| 2005 | „Temptation”  | Arash   | Fredrik Boklund |
| 2008 | „Suddenly”    | Arash   | Michel Miglis   |
| 2009 | „Près de toi” | Arash   | –               |